# صبری کالیچ
صبری کالیچ (ترکی استانبولی: Sabri Kaliç؛ ۱۹ مهٔ ۱۹۶۶ – ۲۳ سپتامبر ۲۰۱۲) کارگردان فیلم اهل ترکیه بود. 
او فعالیت حرفه‌ای خود را به عنوان دستیار کارگردان در کنار سینان چتین آغاز کرد.